# Зельона-Ґура (Поморське воєводство)
Зельона-Ґура (пол. Zielona Góra, нім. Grüneberg) — село в Польщі, у гміні Любіхово Староґардського повіту Поморського воєводства.
Населення — 437 осіб (2011).
У 1975-1998 роках село належало до Гданського воєводства.

## Демографія
Демографічна структура станом на 31 березня 2011 року:
|          | Загалом | Допрацездатний вік | Працездатний вік | Постпрацездатний вік |
| -------- | ------- | ------------------ | ---------------- | -------------------- |
| Чоловіки | 230     | 64                 | 148              | 18                   |
| Жінки    | 207     | 52                 | 127              | 28                   |
| Разом    | 437     | 116                | 275              | 46                   |